# عين الزرقاء (حمص)
عين الزرقاء(حمص) قرية في ناحية مركز قرى حمص التابعة لمنطقة حمص في محافظة حمص في سورية.